# علم جمهورية أجاريا

علم جمهورية أجاريا

أعتمد علم جمهورية أجاريا في 20 تموز - يوليو من سنة 2004 ويتكون العلم من سبعة خطوط أفقية أربعة منها زرقاء وثلاثة منها بيضاء وتوجد في الجهة اليسرى العليا من العلم صورة للعلم الجورجي.

## أعلام سابقة

العلم المستخدم مابين عامي 1918 - 1919.
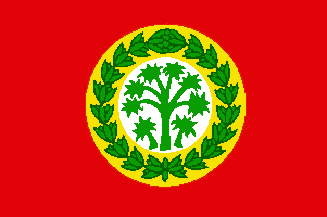
العلم المستخدم مابين عامي 1919 - 1920.
علم جمهورية أجاريا الذاتية الحكم السوفيتية الاشتراكية مابين عامي 1921 - 1950 ومابين عامي 1978 - 1991.
علم جمهورية أجاريا مابين عامي 1991 - 2000.
علم جمهورية أجاريا مابين 26 حزيران من عام 2000 إلى 20 تموز من عام 2004.